# Melaleuca lanceolata
Espèce
Répartition géographique
Classification phylogénétique
Melaleuca lanceolata est une espèce de plantes à fleurs de la famille des Myrtaceae. C'est un arbuste endémique d'Australie.